# Roh Moo-hyun
Dans ce nom coréen, le nom de famille, Roh, précède le nom personnel.
Pour les articles homonymes, voir Roh.
Roh Moo-hyun (en coréen hangeul : 노무현 ; hanja : 盧武鉉 ; RR : No Muhyeon, prononcé : /no muçʌn/), né le 1er septembre 1946 à Gimhae, près de Busan (Corée du Sud), et mort le 23 mai 2009 à Yangsan (Corée du Sud), est un homme d'État sud-coréen. Originaire d'une famille pauvre de fermiers, il a été président de la République du 25 février 2003 au 25 février 2008.
Lors de sa présidence, son but était de continuer la « politique du rayon de soleil » envers la Corée du Nord, d'établir la Corée en tant que centre d'affaires régional, d'améliorer la sécurité sociale, d'éradiquer la corruption et de rééquilibrer la croissance économique au sein du pays. Il est également à l'origine d'une commission vérité et réconciliation (en) chargée de faire la lumière sur le passé de la Corée du Sud et d'une loi visant à confisquer les propriétés des anciens collaborateurs pro-japonais.
Accusé de corruption, il se suicide en sautant d'une falaise.

## Carrière professionnelle
Roh Moo-hyun devient magistrat en 1975, puis avocat en 1978. En 1981, sous la dictature du général Chun Doo-hwan, il rencontre une vingtaine d'étudiants contestataires qui avaient été emprisonnés et torturés pendant des mois. Il décide alors de se spécialiser dans la défense des droits de l'homme : « Lorsque j'ai vu la terreur dans leurs yeux et leurs ongles de pieds arrachés, ma vie confortable d'avocat a tourné court ».

## Parcours politique
En 1987, il est président du Mouvement des citoyens pour une Constitution démocratique et est l'une des figures des luttes pour la démocratie. Il est alors rayé du barreau et arrêté. Élu député en 1988, il participe aux auditions sur la dictature militaire, intègre le Comité spécial d'investigation de la corruption politique et dénonce le gouvernement sur le massacre de manifestants en 1980.
Outre son mandat parlementaire, il est successivement porte-parole du Parti démocratique unifié en 1991, directeur du Centre de recherche pour l'autonomie locale en 1993, et vice-président du Congrès national pour une nouvelle politique en 1997.
En 1997, il participe à la campagne présidentielle de l'ancien dissident Kim Dae-jung, et devient en 2001 ministre des Affaires maritimes et de la Pêche. En décembre 2003, il est élu président à la surprise générale – il ne représentait initialement que 2 % des intentions de vote – avec 48,9 % des voix face à son adversaire Lee Hoi-chang, après avoir emporté les primaires du Parti démocratique du millénaire.
Le Parlement sud-coréen adopte, le 12 mars 2004, une motion sans précédent qui suspend de ses fonctions le président Roh Moo-hyun. La Cour constitutionnelle a invalidé la procédure de destitution le 14 mai 2004. Le président avait apporté en février 2004 son soutien au Parti Uri (pour les élections d'avril), ce qui est une infraction au code électoral.
Lors du second sommet intercoréen au niveau des chefs d'État, organisé à Pyongyang du 2 au 4 octobre 2007, le président Roh Moo-hyun a été l'hôte de son homologue nord-coréen Kim Jong-il : les deux dirigeants ont signé un document commun où ils s'engagent à promouvoir la paix et la prospérité économique dans la péninsule. À cette fin, ils négocieront avec les États-Unis et la Chine la mise en place, selon les termes de la déclaration conjointe du 4 octobre, d'« un système de paix permanent » qui remplacerait l'actuelle situation d'armistice, laquelle prévaut toujours dans la péninsule depuis la fin de guerre de Corée en 1953.

## Mort
Ciblé par des accusations de corruption, il se suicide à l'âge de 62 ans en sautant d'une falaise, laissant derrière lui une brève lettre pour expliquer son geste.

## Vie privée
Marié à Kwon Yang-sook, il a un fils, né en 1973, et une fille, née en 1975.

## Divers
- Selon les Missions étrangères de Paris : le président a été baptisé dans l'Église catholique en 1986 sous le nom de Justo (Juste), et son épouse a été baptisée sous le nom d’Adèle.

## Distinctions
- 2006 : Doctorat honoris causa de l'Université d'Alger
- Ordre du Mérite national (Algérie)